# Час циган
Час циган (Будинок для повішення, серб. Дом за вешање, англ. Time of the Gypsies) — художній фільм 1988 року британсько-французько-югославського виробництва. Режисер — Емир Кустуриця.

## Сюжет
Молодий циган на ім'я Перхан, що має здібність поглядом пересувати предмети, виховується бабусею, що має дар лікувати людей без ліків. Разом з ними в домі проживають хвора сестра Перхана Даніра та його дядько Мерджан. Перхан закохується в дівчину на ім'я Азра, але її батьки проти їх одруження, бо вважають хлопця бідним. Перхан вирішує поїхати до Італії, щоб заробити гроші на весілля та дорогою віддати сестру на лікування до клініки в Любляні. За лікування Даніри обіцяє заплатити циганський барон Ахмед, який і запропонував поїздку Перхану. Також Ахмед обіцяє побудувати йому будинок у рідному селі. За це Перхан мусить працювати на нього в Італії. Тобто просити милостиню, продавати дітей та грабувати.
Заробивши гроші, Перхан повертається до рідного села і виявляє, що його дівчина Азра вагітна, будинок йому ніхто не будує, а сестра зникла з клініки в Любляні. Незважаючи на сумніви у батьківстві Перхан та Азра одружуються. Під час пологів Азра, народивши сина Перхану, помирає. Ним оволодіває жага помсти Ахмеду, за те, що той обдурив його. Перхан повертається до Італії, де знаходить сестру Даніру та втраченого сина. Відправивши їх додому до бабусі в Югославію товарним потягом, Перхан знаходить і вбиває Ахмеда, прямо на його черговому весіллі. Після чого гине сам. Фільм закінчується сценою похорону Перхана.

## У ролях
- Давор Дуймович — Перхан
- Бора Тодорович — Ахмет
- Любіца Аджович — Бабуся Перхана
- Хуснія Хасімович — Мерджан (дядько Перхана)
- Синолічка Трпкова — Азра
- Забіт Мемедов — Забіт (сусід)
- Ельвіра Салі — Даніра (сестра Перхана)
- Суада Карішик — Джаміла
- Айнур Реджепі — Син Перхана
- Седріє Халім — Матір Азри

## Знімальна група
- Режисер — Емир Кустуриця
- Продюсери — Мірза Пашич, Гарі Зальтцман
- Автори сценарію — Емир Кустуриця, Гордан Михіч
- Композитор — Горан Брегович
- Оператор — Вілько Філач
- Художник — Мілен Крека Клякович
- Монтаж — Андрея Зафранович
- Художник по костюмах — Мирджана Остоїч

## Цікаві факти
- «Час циган» — перший фільм знятий циганською мовою

## Саундтрек
1. Горан Брегович — Ederlezi (Scena Durdevdana na)
2. Горан Брегович — Scena Pojavljivanja majke
3. Горан Брегович — Scena Perhanove pogibije
4. Горан Брегович — Kustino oro
5. Горан Брегович — Borino Oro
6. Горан Брегович — Glavna Tema
7. Горан Брегович — Tango
8. Горан Брегович — Pjesma
9. Горан Брегович — Talijanska
10. Горан Брегович — Ederlezi

## Нагороди
- 1989 — Срібна пальмова гілка за найкращу режисуру на Каннському кінофестивалі.
- 1991 — Премія «Золотий Жук» національної кіноакадемії Швеції за найкращий іноземний фільм.